# Gródek-Kolonia (Lublin)
Pour les articles homonymes, voir Gródek-Kolonia.
Gródek-Kolonia (prononciation [ˈɡrudɛk kɔˈlɔɲa]) est un village de la gmina de Jarczów, du powiat de Tomaszów Lubelski, dans la voïvodie de Lublin, situé dans l'est de la Pologne.
Le village comptait approximativement une population de 200 habitants en 2011.

## Administration
De 1975 à 1998, le village est attaché administrativement à l'ancienne voïvodie de Zamość.

Depuis 1999, il fait partie de la nouvelle voïvodie de Lublin.